# Uhart-Cize
Uhart-Cize (baskisch Uharte Garazi) ist eine französische Gemeinde mit 795 Einwohnern (Stand 1. Januar 2022) im Département Pyrénées-Atlantiques in der Region Nouvelle-Aquitaine (vor 2016: Aquitanien). Die Gemeinde gehört zum Arrondissement Bayonne und zum Kanton Montagne Basque (bis 2015: Kanton Saint-Jean-Pied-de-Port).
Die Einwohner werden entsprechend Uhartear oder Uhartegaraztar genannt. Der Name der Gemeinde ist eine Ableitung des Baskischen ur arte (deutsch Zwischen den Wassern). Er verweist auf die geografische Lage am Zusammenfluss der Nive (Nive de Béhérobie) mit der Nive d’Arnéguy. Der Zusatz Cize dient zur Unterscheidung zum Namen der Gemeinde Uhart-Mixe.

## Geographie
Uhart-Cize liegt ca. 50 km südöstlich von Bayonne und in unmittelbarer Nähe zu Saint-Jean-Pied-de-Port im historischen Landstrich Pays de Cize (baskisch Garazi) der historischen Provinz Nieder-Navarra im französischen Teil des Baskenlands.
Umgeben wird Uhart-Cize von den Nachbargemeinden:
| Ascarat | Ispoure                                     |                                      |
| Lasse   | Kompassrose, die auf Nachbargemeinden zeigt | Saint-Jean-Pied-de-Port Saint-Michel |
|         | Arnéguy                                     |                                      |

Zur Gemeinde gehören neben der Hauptsiedlung auch die Weiler Eskanda, Gaztelu-mendi, Gezaine, Kataritze, Pentxeto und Zihe.
Uhart-Cize liegt im Einzugsgebiet des Flusses Adour.
Die Gemeinde wird bewässert von der Nive, einem Nebenfluss des Adour, hier La Nive de Béhérobie genannt, sowie von deren Zuflüssen,
- der Nive d’Arnéguy und ihren Nebenflüssen,
  - dem Ruisseau de Pagola, auch Pagolako Erreka genannt,
  - dem Ruisseau de Landarréta, auch Alameiko Erreka genannt,
  - dem Ruisseau de Hontalatzé, auch Hontalatzeko Erreka genannt und
  - dem Ruisseau de Sourits, auch Zuritzeko Erreka genannt.[5]

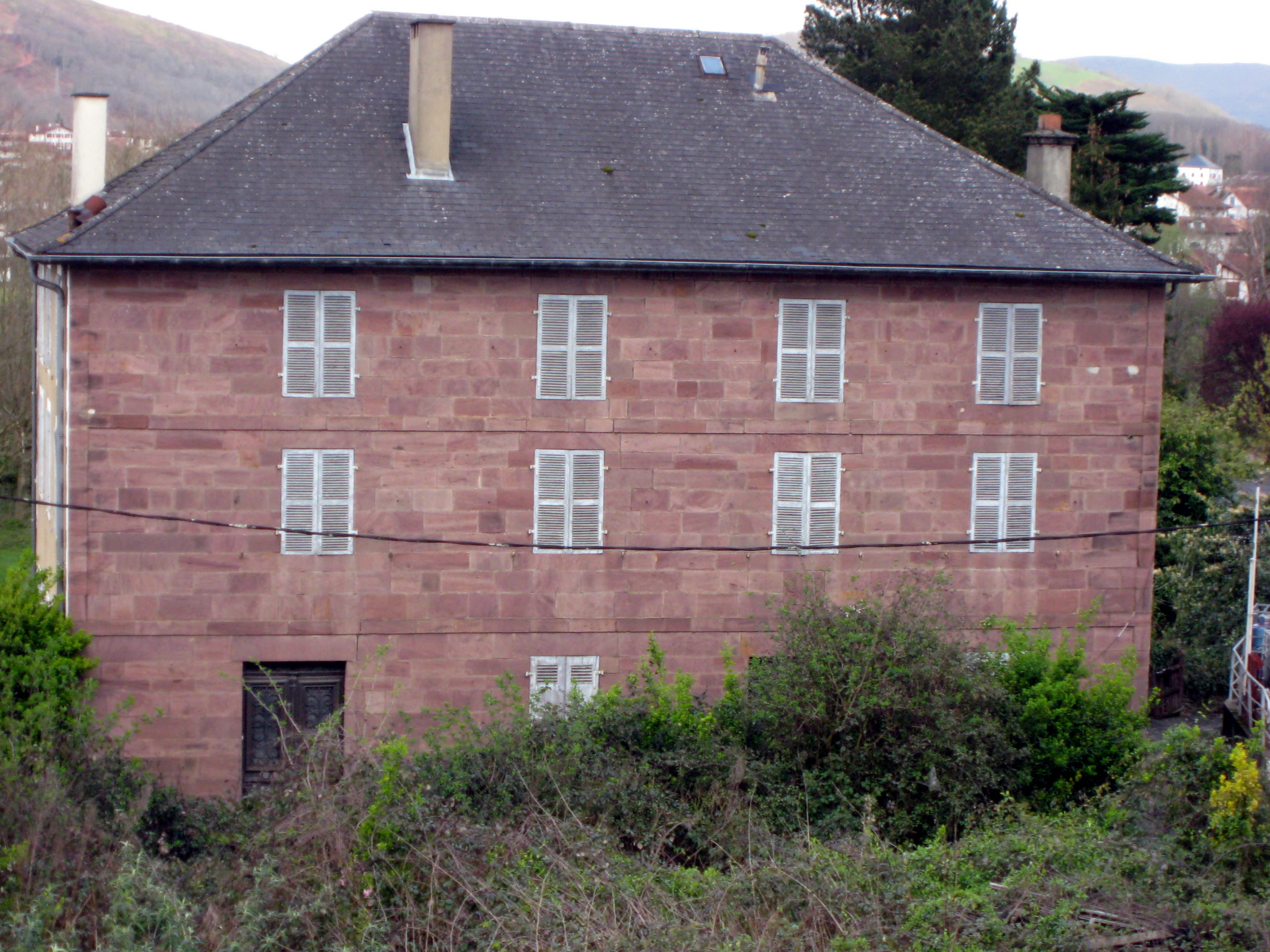
Haus mit einer Fassade aus rosa Sandstein

## Geschichte
Uhart-Cize wurde erstmals im 12. Jahrhundert im Kopialbuch des Bistums Bayonne erwähnt. Im Mittelalter war das Dorf das bedeutendste des Pays de Cize mit rund 40 gezählten Häusern, die Hälfte davon Adelshäuser. Uhart-Cize und das Dorf Ugange waren nur durch eine Furt über die Nive getrennt. Sie wurden zusammen verwaltet, obgleich die Pfarrgemeinden getrennt blieben. Ugange wurde im 14. oder 15. Jahrhundert in Saint-Jean-Pied-de-Port eingemeindet, Uhart behielt seine Autonomie. Die Pfarrkirche, die aus dem 14. Jahrhundert datiert, unterhielt Ländereien zusammen mit dem Kloster von Roncesvalles, was vermuten lässt, dass Uhart-Cize eine Etappe auf einem der Pilgerwege nach Santiago de Compostela gewesen sein könnte. Das Kloster erhielt ein Viertel des Zehnts von Uhart.
Toponyme und Erwähnungen von Uhart-Cize waren:
- Uhart (1193, Kopialbuch des Bistums Bayonne, Blatt 19),
- Huart (1264),
- Uhart (1366 und 1413),
- Uhart (1513, Urkunden aus Pamplona),
- Uharte (1621, nach Martin de Viscay),
- Uhart (1750, 1793 und 1801, Karte von Cassini, Notice Communale bzw. Bulletin des lois) und
- Uhart-Cize (1863, Dictionnaire topographique du département des Basses-Pyrénées).[3][4][7][8]

### Wappen

Wappen von Uhart-Cize

Die Gemeinde trägt das Wappen seit 2004 und lässt sich nach Guy Ascarat, Heraldiker und Historiker, folgendermaßen interpretieren.
Die beiden gewellten Balken auf dem Feld links oben symbolisieren die Flüsse Nive und Nive d’Arnéguy, die bei Uhart-Cize zusammenfließen. Im Freiviertel links oben erinnert das Symbol einer Kirche an die gotische Pfarrkirche aus dem 14. Jahrhundert. Die roten Balken rechts oben und der Kessel unten sind aus dem Wappen der Familie Hegoburu aus Uhart-Cize entliehen. Der Apfelbaum war für die Kelten der Baum des Lebens mit dem gleichen Wert wie die Eiche. Der Apfel ist die Frucht der Fertigkeit, der Kessel ein Symbol des Überflusses. Die Symbole Apfelbaum, Apfel und Kessel sind weitgehend von „Eingeweihten“ benutzt worden, wozu beispielsweise die Familie Hegoburu sicherlich gehörte. Die vier Jakobsmuscheln weisen auf die Bestimmung des ganzen Pays de Cize im Zusammenhang mit einem der Pilgerwege nach Santiago de Compostela hin.

### Einwohnerentwicklung
Nach einem ersten Höchststand der Einwohnerzahl von 700 in der Mitte des 19. Jahrhunderts reduzierte sich die Zahl bei kurzzeitigen Erholungsphasen bis zu den 1950er Jahren auf rund 470, bis ein zeitweise starker Wachstumstrend einsetzte, der neue Höchststände erreicht hat und heute noch anhält.
| Jahr      | 1962 | 1968 | 1975 | 1982 | 1990 | 1999 | 2006 | 2009 | 2022 |
| --------- | ---- | ---- | ---- | ---- | ---- | ---- | ---- | ---- | ---- |
| Einwohner | 477  | 498  | 518  | 563  | 658  | 599  | 613  | 669  | 795  |

## Sehenswürdigkeiten

### Pfarrkirche

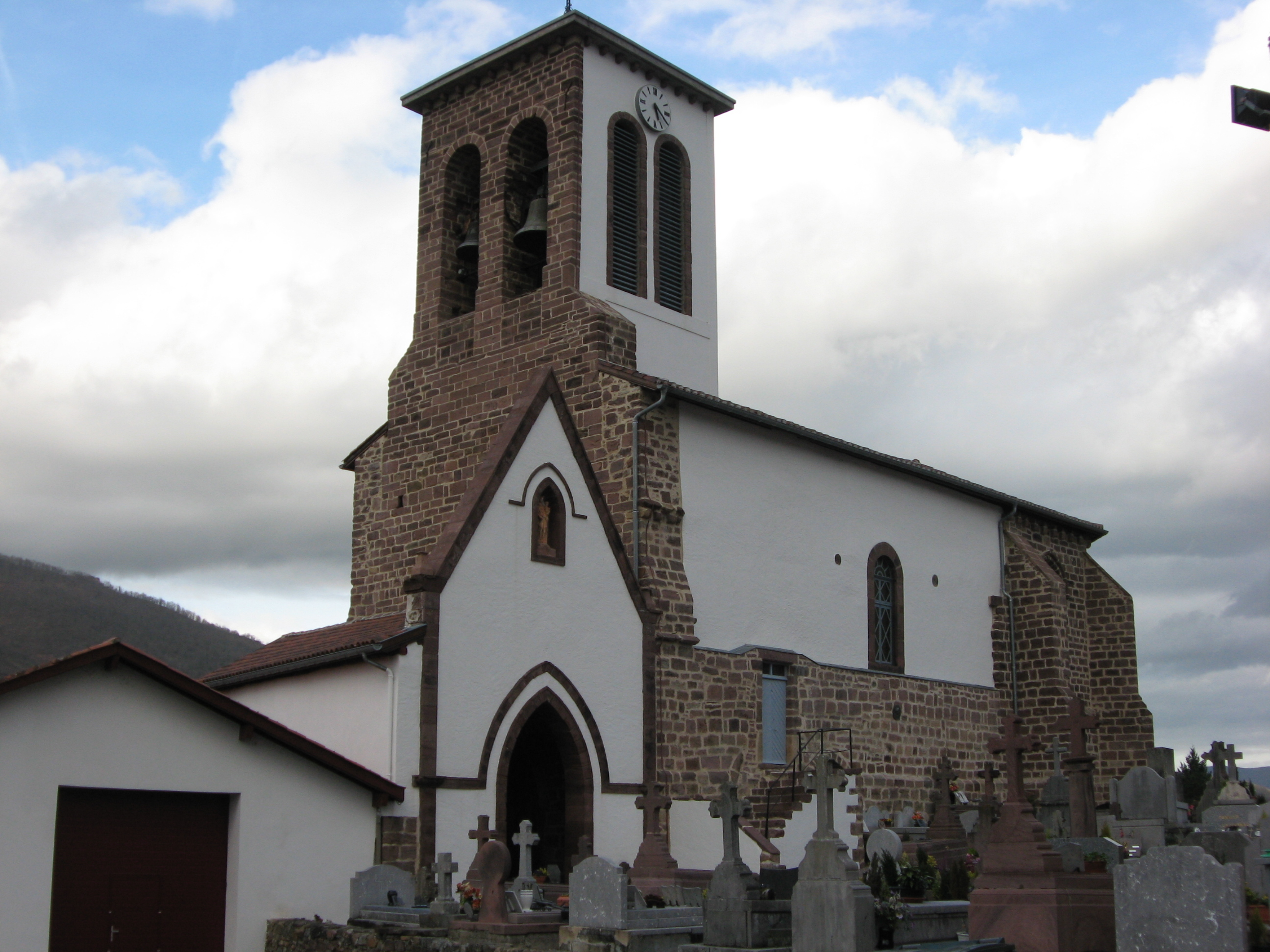
Pfarrkirche Saint-Martin

Die Martin von Tours geweihte Kirche wurde im gotischen Steil im 14. oder 15. Jahrhundert errichtet. Während der Hugenottenkriege wurde sie von protestantischen Truppen unter Führung von Gabriel de Lorges, Graf von Montgomery, teilweise zerstört, nur der Chor ist von der Demolierung verschont geblieben. Die Kirche wurde 1650 und 1767 restauriert, wie die entsprechenden Jahreszahlen auf der Sohlbank eines Fensters bzw. auf dem Sturz des Eingangs zur Sakristei belegen. Sie behielt dennoch gotische Elemente, wie die polygonale Apsis, das Langhaus mit einem Hauptschiff, ein Wandgrab und das Eingangsportal. Dieses ist mit vier Archivolten in Spitzbogenform ausgestaltet. Jede der Wölbungen des Gewändes ruht auf schmalen Säulen. Neue Restaurierungen fanden im Laufe des 19. und des 20. Jahrhunderts statt. Zwischen zwei Strebewerken wurde im späten 19. Jahrhundert eine Grabkapelle im neugotischen Stil an die Außenwand der Apsis gebaut. Sie birgt die Grabstätten der Familien Reculusa und Apesteguy. Die Apsis ist unterhalb der Kanten der polygonalen Dachflächen mit Kragsteinen verziert. Von den ursprünglich fünf Außenwänden sind heute vier erhalten geblieben, von den sechs Strebewerken fünf. Dafür ist auf der Nordseite die Sakristei angefügt worden. Spitzbogenförmige Fenster auf jeder Wand der Apsis, die als Maßwerk gestaltet sind, beleuchten den Chor. Sie besitzen zwei Bahnen, die nach oben in Dreipässen auslaufen mit einem Okulus im Bogenfeld. Jedes Strebewerk besitzt eine Auskragung, auf der Statuen von Heiligen gestanden haben könnten. Eine zweiläufige Außentreppe aus Stein führt auf der Südseite des Gebäudes zur Empore mit zwei Ebenen im westlichen Teil des Innenraums, die aus dem 18. Jahrhundert datiert. Das Langhaus ist mit einem falschen vierteiligen Kreuzrippengewölbe ausgestattet, der Chor mit einem sechsteiligen Kreuzrippengewölbe. Die Kirche ist seit dem 18. April 2014 als Monument historique klassifiziert. Der Friedhof von Uhart-Cize kennzeichnet sich durch seine zahlreichen Kreuze im Stil des Nieder-Navarra aus, die ab dem 18. Jahrhundert schrittweise die scheibenförmigen Grabstelen ersetzten.

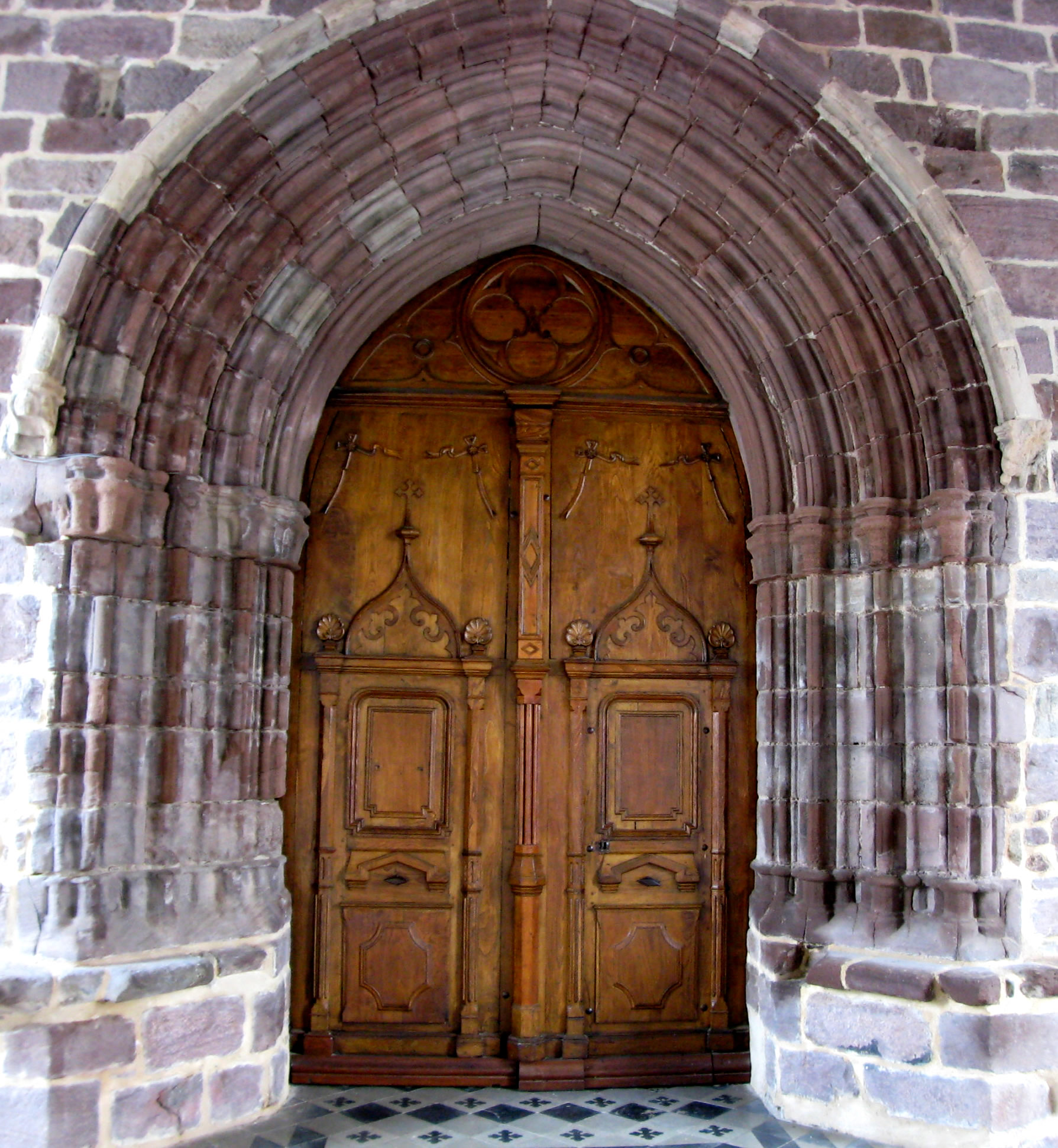
Eingangsportal
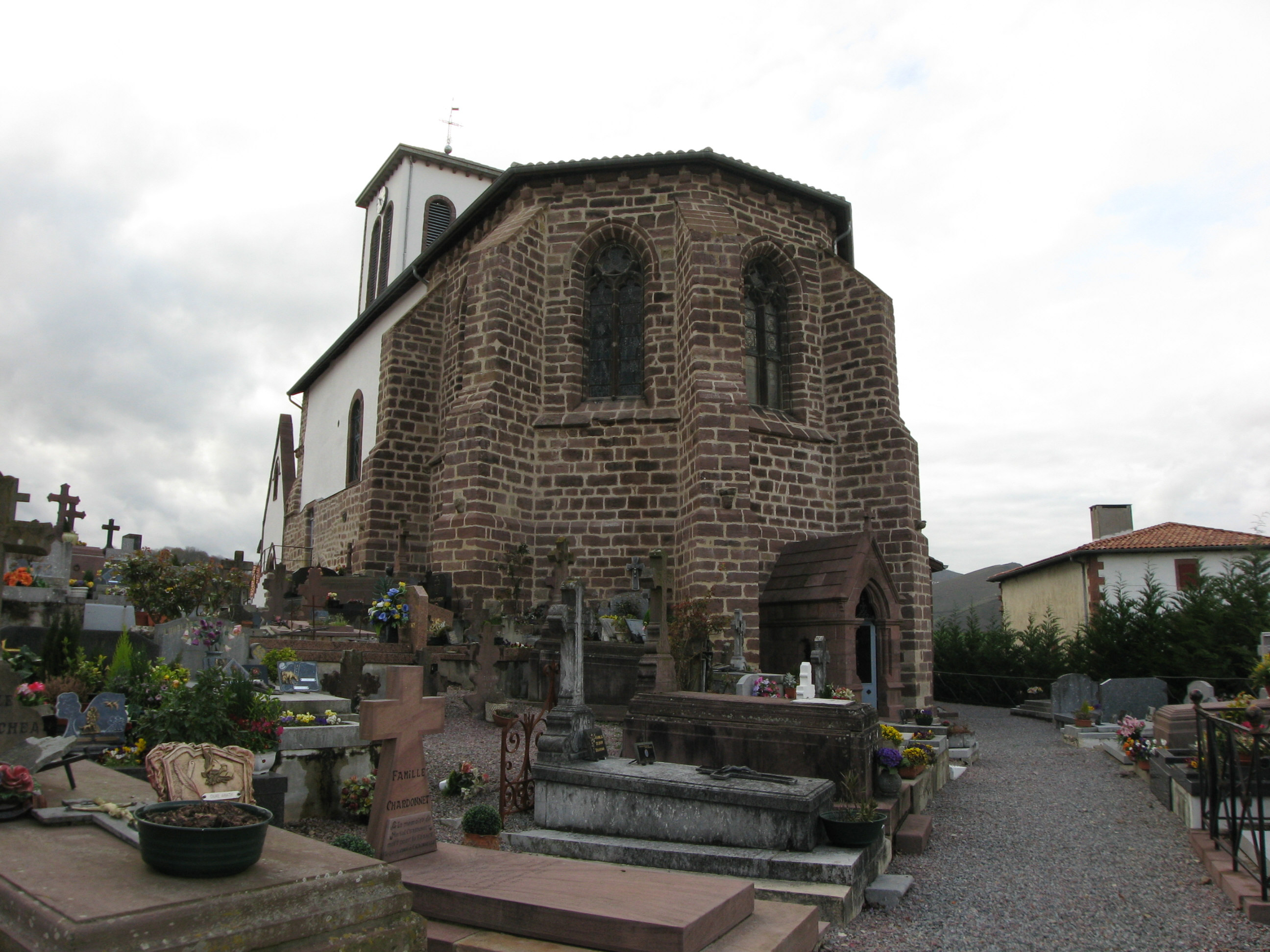
Friedhof mit Apsis der Pfarrkirche
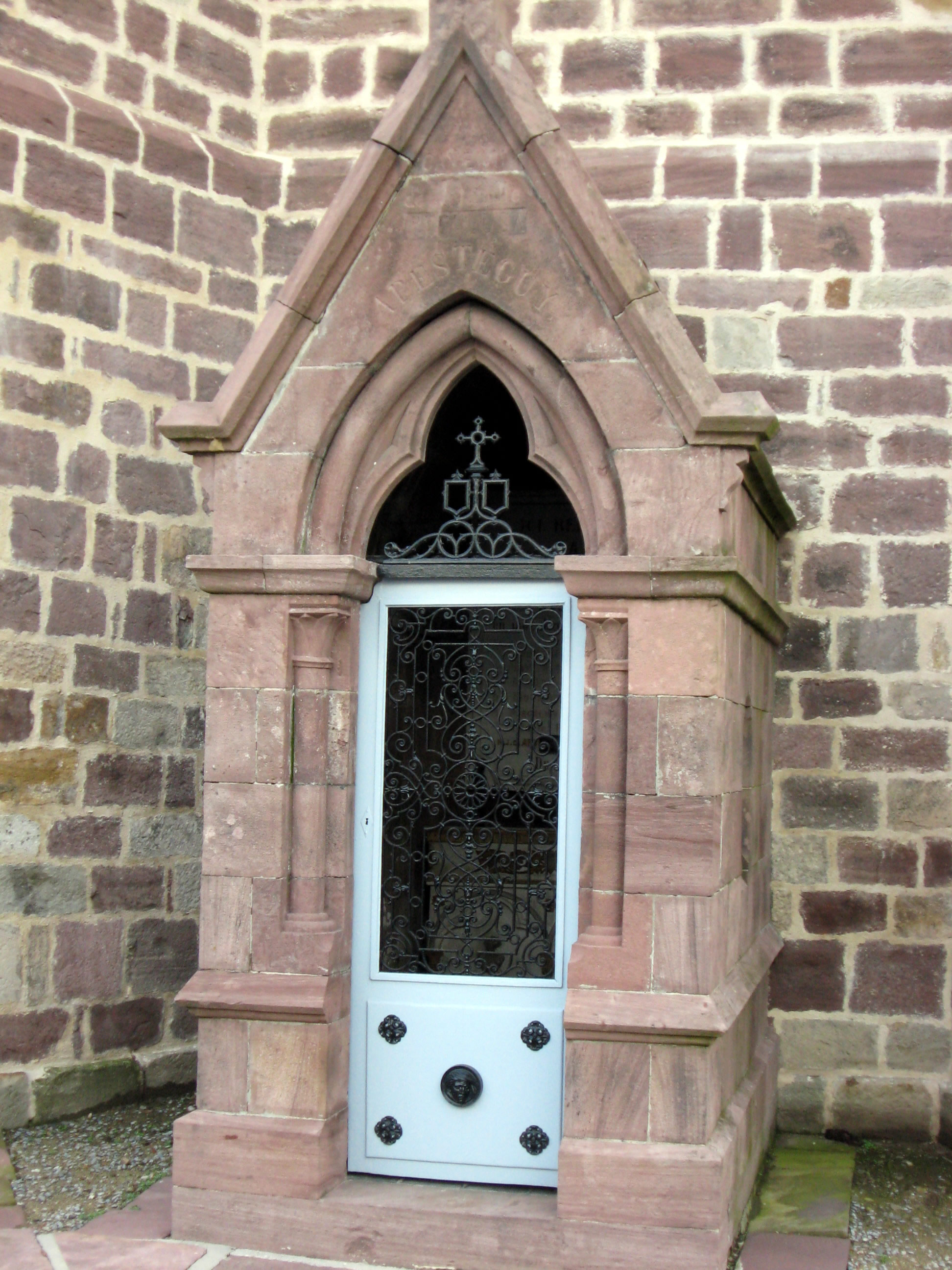
Grabkapelle an der Apsis
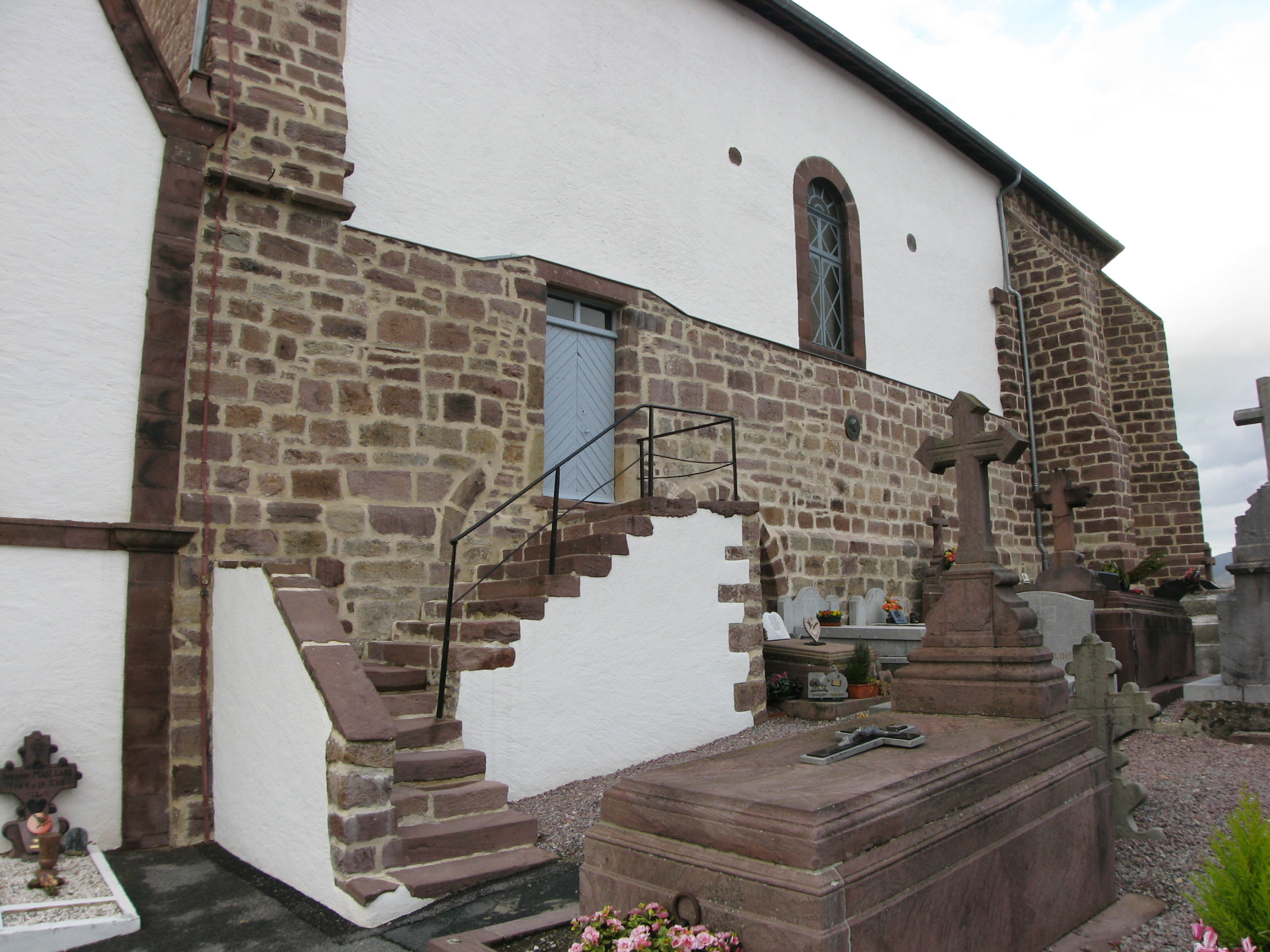
Treppe als Zugang zur Empore
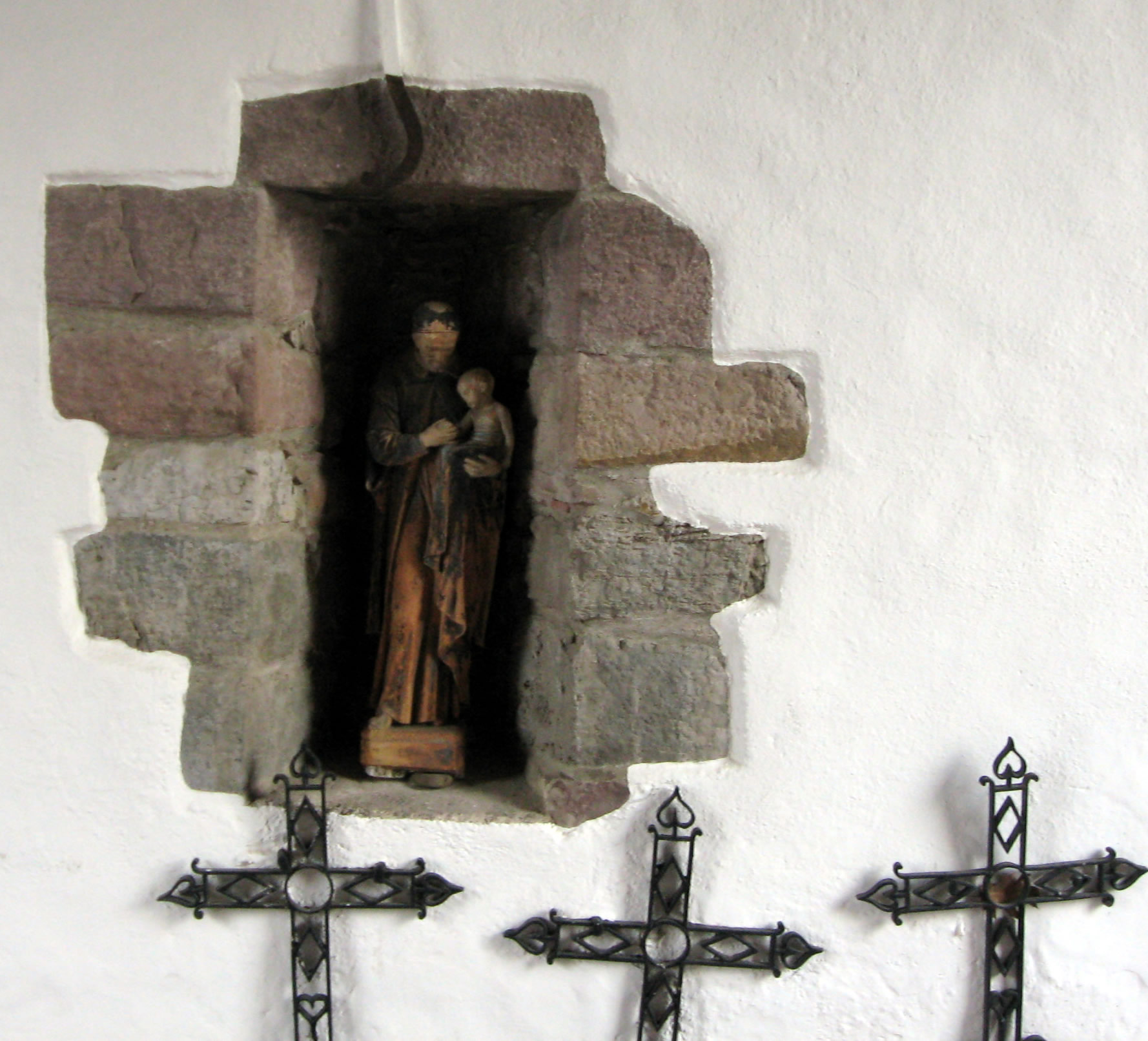
Heiligenfigur in einer Nische im Eingangsvorbau

### Rathaus
Es ist heute in einem Gebäude eines ehemaligen Bauernhofs eingerichtet, der in den Archiven von Navarra vor 1350 erwähnt worden war. In kleinen Gemeinden wird ein Dorfhaus oft in ein Rathaus umgestaltet, um einen teuren Neubau zu vermeiden. Das heutige Gebäude wurde 1618 errichtet, wie die entsprechende Jahreszahl auf einer Tafel über dem Eingang belegt. Das frühere Bauernhaus war ein dreigeteiltes Gebäude mit einem eskaratz in der Mitte, einem zentralen Eingangsbereich, Wohnräumen in der ersten Etage, einem Stall im hinteren Bereich und einem Heuboden im Dachgeschoss. In der Folge wurde aus dem Bauernhaus ein Pfarrhaus und erhielt den Namen Apezetxea, anschließend das heutige Rathaus mit Mietwohnungen in der ersten Etage. Kleine Restaurierungen fanden im Laufe des 19. Jahrhunderts statt, umfangreichere Arbeiten im 20. Jahrhundert. Das leicht geneigte Satteldach ist mit Hohlziegeln gedeckt. Die Fenster sind mit Kalksteinen eingefasst, die rundbogenförmige Eingangstür, die frühere Toreinfahrt, mit massiven Keilsteinen. Das mittlere Fenster der ersten Etage besitzt eine hervorspringende, gesickte Fensterbank und sein Sturz ist mit geometrischen Motiven verschönert. Die beiden äußeren Fenster der ersten Etage unterscheiden sich durch zahnförmige Ornamente unter ihren Sohlbänken. Die Fassade des Giebels wird durch vier kleine Fenster unterbrochen. Die Büge zur Stützung des Daches ruhen auf Kragsteinen, wobei im mittleren eine menschliche Figur eingraviert ist. Die Fassade an der linken Seite zeigt zwei Fenster mit hervorspringenden, gesickten Außenfensterbänken und zwei rundbogenförmige Türen, wovon eine zum früheren Stall führte.

### Ehemaliges Collège Dujakenea
Es erhielt seinen Namen von Dionisio Dujac, Kanoniker von Uhart-Cize, der es 1731 errichten ließ, um das erste Collège in Nieder-Navarra zu etablieren. Sein heutiges Aussehen erlangte es im Wesentlichen nach Umbauten im 18. oder 19. Jahrhundert, als das frühere Walmdach durch ein asymmetrisches Satteldach ersetzt wurde. Das Haus hat Kreuzstock- und Zwillingsfenster mit hervorspringenden, gesickten Außenfensterbänken, die vermutlich aus dem frühen 18. Jahrhundert stammen. Der Zugang zum Haus erfolgt über eine einfache, rechteckige Tür unter dem rechten Kreuzstockfenster der ersten Etage. Einige frühere Fenster wurden zugemauert, vor allem im linken vorderen Bereich des Erdgeschosses, aber auch eine Tür im hinteren Bereich. Kleine Restaurierungen fanden im Laufe des 19. Jahrhunderts statt, vor allem der Bau eines Raums in einem Anbau auf der linken Seite. Das als nationales Kulturgut registrierte Gebäude ist heute ein Einfamilienhaus und für die Öffentlichkeit nicht zugänglich.

### Haus, genannt Villa Harriet
Es wurde in den 1930er Jahren im neobaskischen Stil mit Einflüssen aus der Normandie gebaut. Dies ist abzulesen an den Holzbalken, wuchtigen Bügen und dem Dach mit Halbwalmen. Die rundbogenförmigen Fenster und Türen, der gedrungene Aufbau und das Dach mit langgezogenen Flächen unterstreichen den neobaskischen Stil. Kannelierte Pilaster am Eingangsvorbau und an der früheren Pergola sind Beispiele klassischer Elemente. Die Villa besteht aus zwei Trakten, die T-förmig angeordnet sind. Der hervorspringende Teil mit zwei Stockwerken und einem Dachgeschoss ist höher gebaut. Der senkrecht dazu stehende Trakt besitzt nur zwei Geschosse.

### Redoute Kurutchamendy
Sie wurde 1813 vom französischen Maréchal Nicolas Jean-de-Dieu Soult als Verteidigung gegen die vorrückende alliierte Armee unter dem Oberbefehl von Arthur Wellesleys, dem späteren Duke of Wellington, angelegt. Sie ist seit dem 31. Dezember 1992 als Monument historique klassifiziert.

## Wirtschaft und Infrastruktur

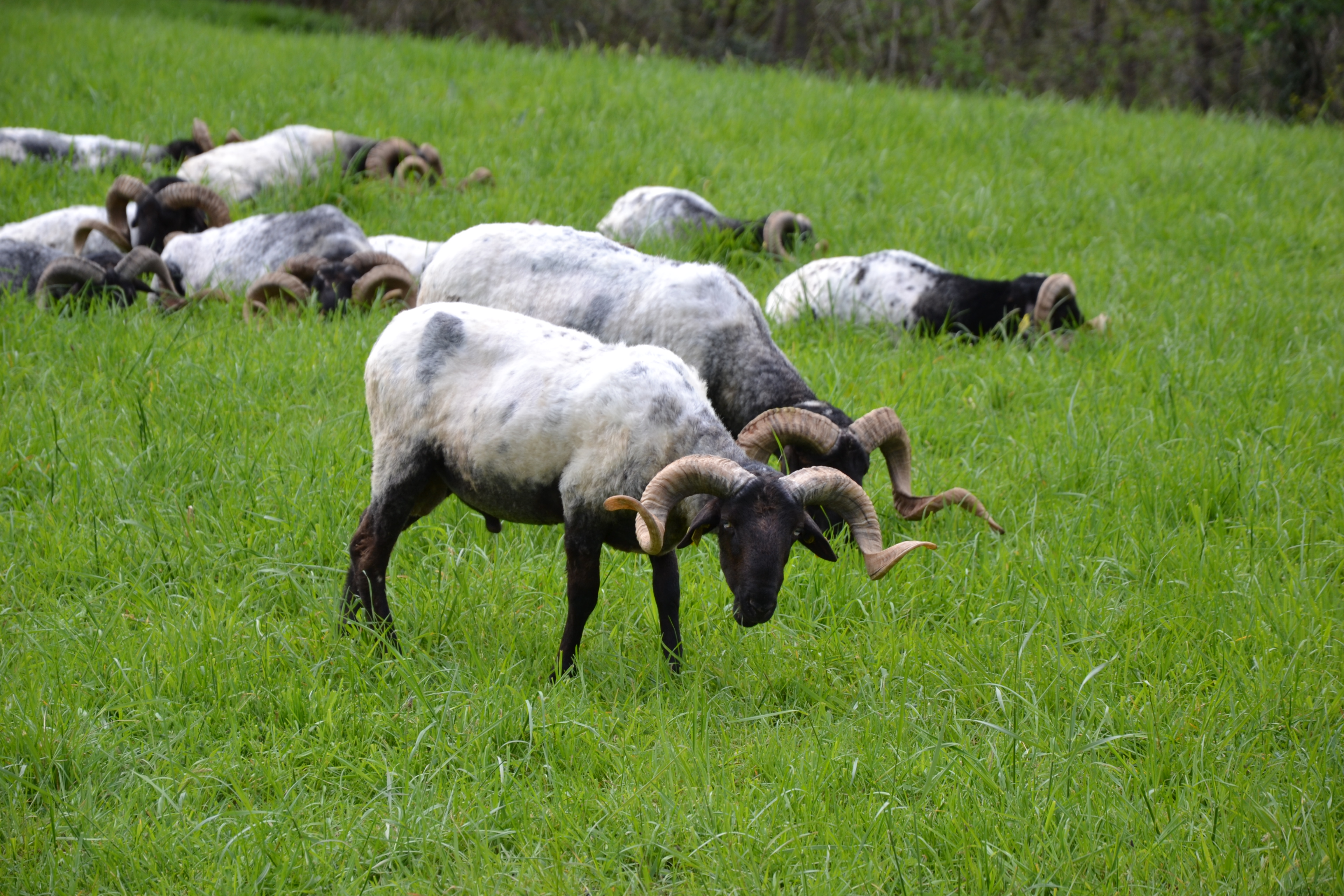
Schafe auf einer Weide in Uhart-Cize

Uhart-Cize liegt in den Zonen AOC des Ossau-Iraty, eines traditionell hergestellten Schnittkäses aus Schafmilch, sowie der Schweinerasse und des Schinkens „Kintoa“.

Logo des Jakobswegs

### Sport und Freizeit
- Der Fernwanderweg GR 65 von Genf nach Roncesvalles verläuft an der Grenze zu Saint-Jean-Pied-de-Port. Er folgt der Via Podiensis, einem der vier historischen Jakobswege.[24]

- Der Fernwanderweg GR 10 von Hendaye am Atlantik nach Banyuls-sur-Mer am Mittelmeer führt durch das Zentrum der Gemeinde.[25]

- Ein sehr leichter Rundweg mit einer Länge von 4 km und einem Höhenunterschied von 50 m führt von der Schule im Ortsteil Mayorga von Saint-Jean-Pied-de-Port rund um die Anhöhe Kurutxamendi auf dem Gebiet der Gemeinde Uhart-Cize. Er verläuft auf einem Abschnitt des Jakobswegs und an der Redoute Kurutchamendy vorbei.[26]

### Verkehr
Uhart-Cize ist erreichbar über die Routes départementales 15, 381, 403, 428, 918 (ehemalige Route nationale 132) und 933 (ehemalige Route nationale 133) und ist über eine Linie des Busnetzes Transports 64 über Saint-Jean-Pied-de-Port mit anderen Gemeinden des Départements verbunden.

## Persönlichkeiten
- Joseph Matenot, genannt Matenotte oder La victoire, geboren am 24. November 1750, gestorben am 7. Juni 1794 in Saint-Étienne-de-Baïgorry, war Brigadegeneral in der Revolutionsarmee. Von 1770 bis 1777 versah er seinen Dienst in einem Infanterieregiment der königlichen Armee, in dem er seinen Beinamen La victoire erwarb. Am 15. Oktober 1777 heiratete er Jeanne Fonrouge und wohnte in Uhart-Cize im Haus Chimalenia, wo er seinen Beruf des Schneidermeisters ausübte und acht Kinder bekam. Am 3. August 1789 trat er in die Nationalgarde in Saint-Jean-Pied-de-Port ein. Bei der Schlacht von Berderitz im Tal von Baztan am 3. Juni 1794 wurde er tödlich verletzt.

- Michel Albert Jean Joseph Ybarnégaray, geboren am 16. Oktober 1883 in Uhart-Cize, gestorben am 25. April 1956 in Paris, war französischer Politiker. Durch seine Teilnahme am Ersten Weltkrieg verdiente er sich den Rang eines Ritters der Ehrenlegion. Als gelernter Rechtsanwalt begründete er den französischen und internationalen Pelota-Verband im Jahre 1929. Er war Bürgermeister von Uhart-Cize und Abgeordneter von Mauléon von 1914 bis 1942. Er wurde Ministre d’État im Kabinett von Paul Reynaud im Jahre 1940 und Minister in der Regierung von Philippe Pétain. Am 10. Juli 1940 stimmte er für das Ermächtigungsgesetz, das die Dritte Französische Republik beendete. Wegen seiner Teilnahme an der Vichy-Regierung wurde er nach dem Ende des Zweiten Weltkriegs zur sogenannten „nationalen Schädigung“ verurteilt. Die Strafe, der Verlust seiner zivilen Rechte, wurde wegen seiner Hilfe für die Überquerung von verfolgten Personen über die Pyrenäen ausgesetzt. Er starb in Paris, wurde aber auf dem Friedhof von Uhart-Cize beigesetzt.[27]

- Pierre Camou, geboren am 18. August 1945 in Uhart-Cize, war von 2008 bis 2016 Präsident der Fédération française de rugby.